# Peugeot 408 (2022)
La Peugeot 408 (nome in codice P54) è un'autovettura prodotta a partire dal 2022 dalla casa automobilistica francese Peugeot.
In Cina viene venduta come Peugeot 408 X.

## Profilo e contesto

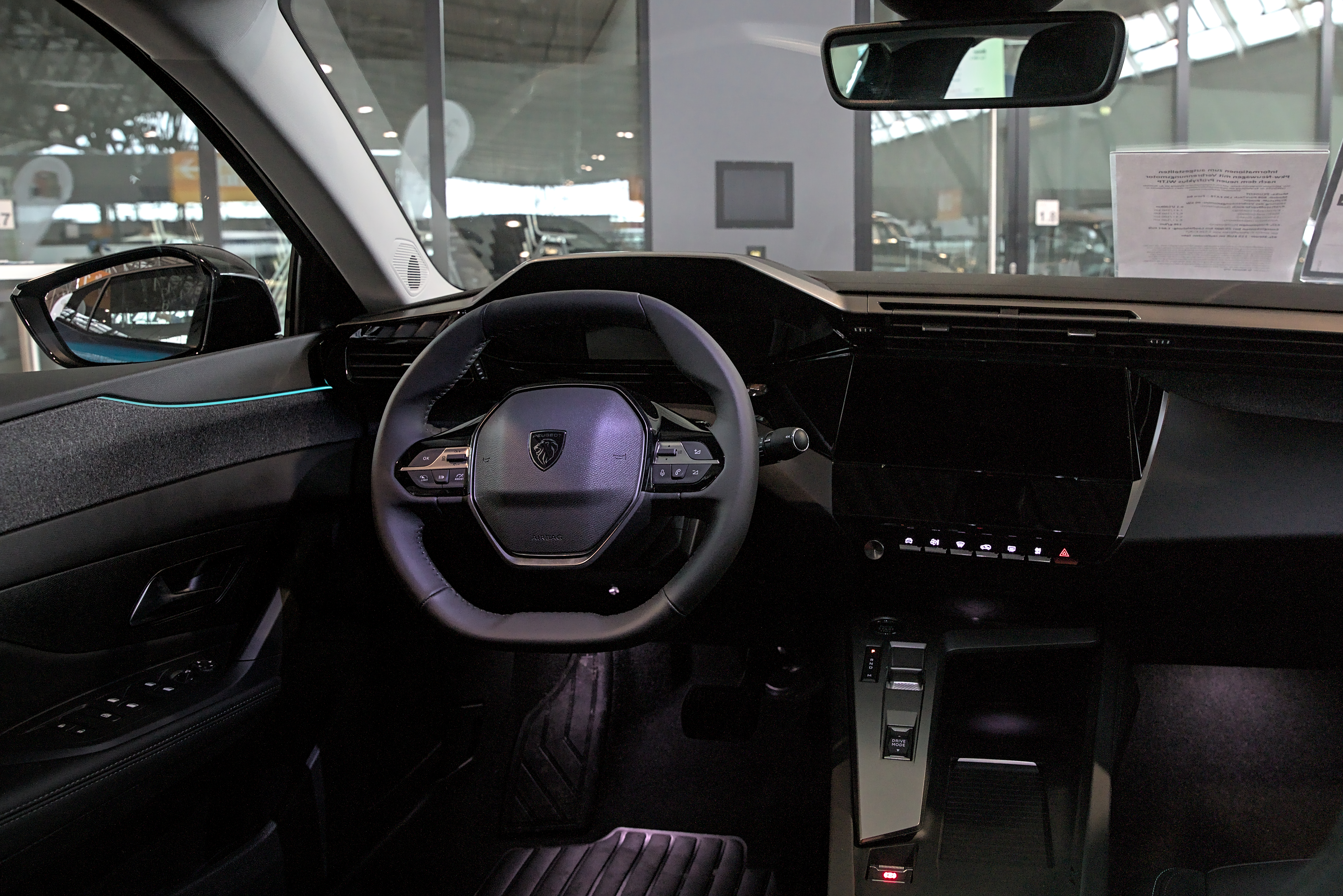
Interni

Lo sviluppo del veicolo è durato circa sette anni ed è stato guidato dal project manager Aurélie Bresson.
Presentata il 22 giugno 2022 attraverso un evento riservato alla stampa, la 408 è un Crossover SUV con carrozzeria fastback di medie dimensioni che si colloca tra la 3008 e la 508, basato sulla piattaforma EMP2 nella sua ultima evoluzione condivisa con la 308 di terza generazione. Proprio da quest'ultima la 408 riprende molte componenti sia degli interni come per esempio il cruscotto sia della meccanica come lo schema sospensivo e il layout meccanico.
Grazie alla forma della carrozzeria fastback, la 408 raggiunge un coefficiente di resistenza aerodinamica pari a 0,28. La vettura non ha nulla in comune con l'omonima berlina venduta nel mercato cinese.

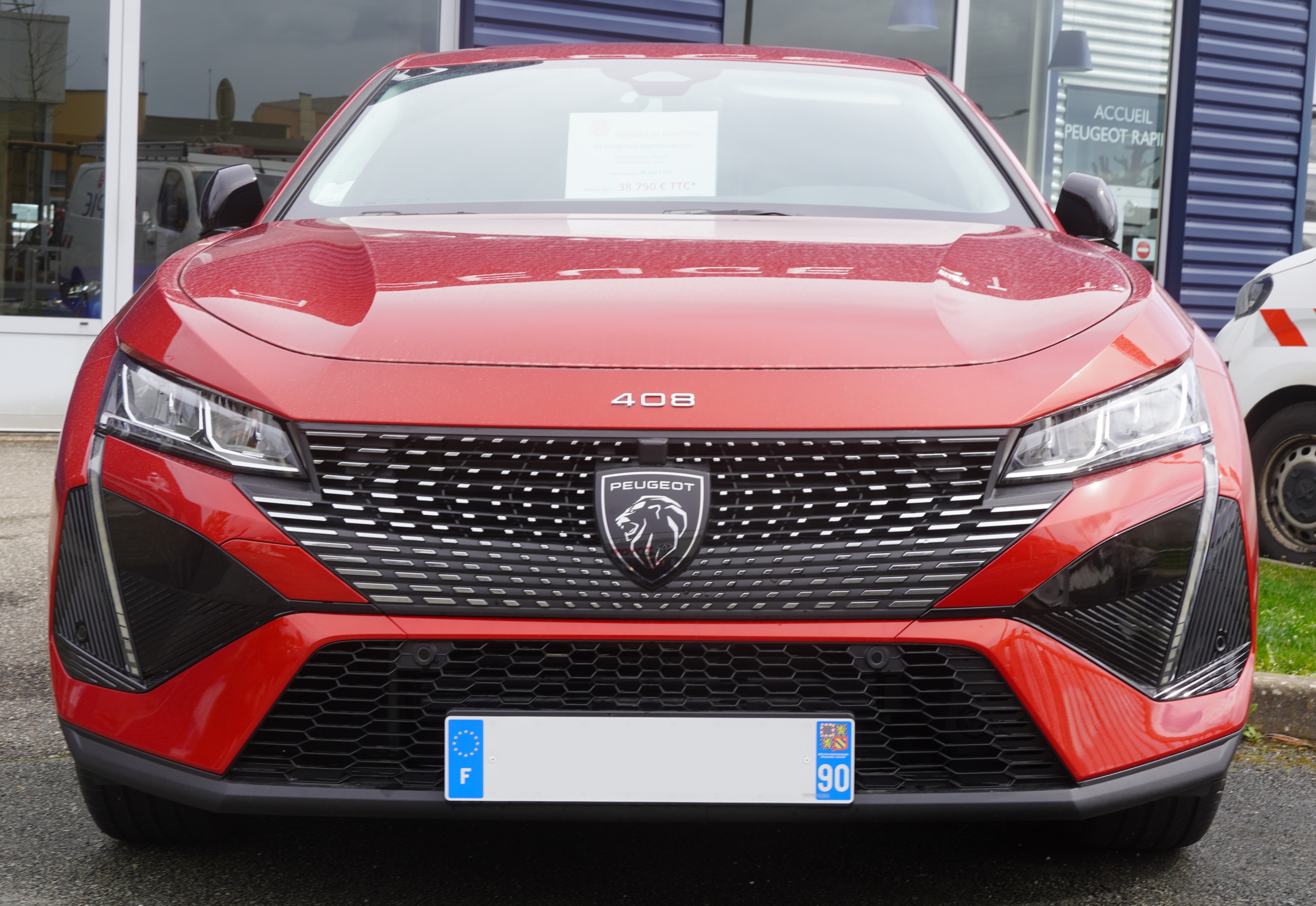
Dettaglio del frontale

A spingere la vettura ci sono tre propulsori condivisi con la 308, tutti sovralimentati mediante turbocompressore e a benzina: ibrido plug-in costituito da un 1,6 litri quattro cilindri in linea abbinato ad un motore elettrico con potenze di 180 CV o 225 CV e due benzina 1.2 PureTech da 130 e 136 CV. Il primo, fa parte della precedente famiglia dei PureTech ossia senza alcun tipo di sistema ibrido mentre il secondo, è parte della nuova famiglia dei PureTech EB Gen3 il quale porta con sé il sistema mild hybrid dotato di un motore elettrico integrato nel cambio da 28 CV e 55 Nm alimentato da una batteria da 48V e una capacità di 432 Wh, il quale fornisce 12 CV in più nel caso venga richiesta la massima potenza. La trasmissione per le versioni con i PureTech tradizionali e i Plug-in Hybrid è il cambio EAT8 e e-EAT8 della Aisin mentre per il PureTech Mild-Hybrid viene adottato un cambio doppia frizione e-DSA6 a 6 rapporti.
Tutti i modelli sono abbinati alla sola trazione anteriore.
La 408 viene prodotta a Mulhouse in Francia e Chengdu in Cina; nel mercato cinese il modello viene venduto come 408 X per differenziarla dall'omonima berlina.
Gli allestimenti disponibili al momento del lancio sono 3 ovvero: Allure, Allure Pack e GT.

## Motorizzazioni
| Modello                                | Motore              | Distribuzione           | Cilindrata (cm³) | Potenza CV/(kW)/rpm | Coppia (Nm) | Trasmissione                                 | Peso (kg) | Accelerazione (0-100) | Velocità massima (km/h) | Consumi (l/100km) | Emissioni (g/km) | Produzione |
| 1.2 PureTech 130 EAT8 S&S              | 3 cilindri in linea | Cinghia a bagno d'olio  | 1199             | 130 (95)/5500       | 230         | Automatico 8 rapporti EAT8                   | 1392      | 10,4                  | 210                     | 6                 | 136              | 12/2022-   |
| 1.2 PureTech Hybrid 136 e-DCS6         | 3 cilindri in linea | Catena di distribuzione | 1199             | 136 (100)/5500      | 230         | Automatico doppia frizione 6 rapporti e-DCS6 | 1400      | 10,4                  | 211                     | 5,1               | 114              | 06/2023-   |
| 1.6 PureTech Plug-in Hybrid 180 e-EAT8 | 4 cilindri in linea | Catena di distribuzione | 1598             | 180 (110)/6000      | 360         | Automatico 8 rapporti e-EAT8                 | 1696      | 8,8                   | 225                     | 1.4               | 31               | 12/2022-   |
| 1.6 PureTech Plug-in Hybrid 225 e-EAT8 | 4 cilindri in linea | Catena di distribuzione | 1598             | 225 (132)/6000      | 360         | Automatico 8 rapporti e-EAT8                 | 1706      | 7,8                   | 233                     | 1.4               | 31               | 12/2022-   |